# Лудвигсбург
Лудвигсбург (њем. Ludwigsburg) град је у њемачкој савезној држави Баден-Виртемберг. Једно је од 39 општинских средишта округа Лудвигсбург. Према процјени из 2010. у граду је живјело 87.207 становника. Посједује регионалну шифру (AGS) 8118048.

## Географски и демографски подаци
Лудвигсбург се налази у савезној држави Баден-Виртемберг у округу Лудвигсбург. Град се налази на надморској висини од 293 метра. Површина општине износи 43,4 km². У самом граду је, према процјени из 2010. године, живјело 87.207 становника. Просјечна густина становништва износи 2.012 становника/km².